# Wojciech Fusek
Wojciech Fusek (ur. 1963) – polski dziennikarz prasowy, były dyrektor wydawniczy i zastępca redaktora naczelnego „Gazety Wyborczej”.

## Życiorys
Kształcił się na Wydziale Prawa i Administracji Uniwersytetu Warszawskiego oraz w Papieskim Wydziale Teologicznym w Warszawie. Pracował jako nauczyciel w liceum ogólnokształcącym w Piasecznie, prowadził również firmę robót wysokościowych. W 1991 dołączył jako dziennikarz do redakcji „Gazety Wyborczej”. W 1992 został kierownikiem działu sportowego, a w 1994 redaktorem „Gazety Stołecznej”. W 1997 przejął koordynację redakcji lokalnych, a w 2001 został szefem lokalnych oddziałów „GW”. W 2005 powierzono mu funkcję szefa segmentu nowych gazet, a w kolejnym roku dyrektora wydawniczego i wydawcy wydań lokalnych. W 2010 został kierownikiem projektu „Centrum Sport”. W 2013 objął stanowisko zastępcy redaktora naczelnego „Gazety Wyborczej”, a w 2014 został jednocześnie dyrektorem wydawniczym „GW”. W 2016 zwolniony z „Gazety Wyborczej”.
Związany z ruchem Obywatele RP.
W 2014 prezydent Bronisław Komorowski odznaczył go Krzyżem Kawalerskim Orderu Odrodzenia Polski.